# 奥赫滕东
奥赫滕东是德国莱茵兰-普法尔茨州的一个市镇。总面积24.08平方公里，总人口5187人，其中男性2528人，女性2659人（2011年12月31日），人口密度215人/平方公里。